# 가평군
가평군(加平郡)은 대한민국 경기도 동북부에 있는 군이며, 특산물로 잣이 유명하다. 동쪽으로 강원특별자치도 춘천시, 홍천군, 서쪽으로 경기도 남양주시, 포천시, 남쪽은 양평군, 북쪽은 강원특별자치도 화천군과 경계를 이룬다. 군청 소재지는 가평읍이고, 행정구역은 1읍 5면이다.

## 유래
삼국사기에 “가평군(加平郡)은 원래 고구려의 근평군(斤平郡)이었던 것을 경덕왕이 개칭한 것이다. 지금도 그대로 부른다.” 라고 기록되어있다. 고려사에는 “가평(嘉平)을 가평(加平)이라 쓰기도 하며 고구려 근평군을 병평군(並平郡)이라 부르기도 하였다.”는 기록이 있어 이 지역이 원래는 고구려의 땅이었음을 알 수 있다.

## 역사
| Daedongyeojido (Gyujanggak) 12-03.jpg | Daedongyeojido (Gyujanggak) 12-02.jpg |
| Daedongyeojido (Gyujanggak) 13-04.jpg | Daedongyeojido (Gyujanggak) 13-03.jpg |

- 고구려 시대: 근평군(斤平郡)(단, 이때는 가평읍, 청평면 조종천 이북 지역, 그리고 북면 일대만 해당된다. 조종면은 복사매현, 설악면은 미원현 문서를 참조.)
- 신라 경덕왕: 가평(加平 또는 嘉平)
- 1018년(고려 현종 9년): 교주도(현재의 강원도 영서 지역) 춘천에 속하였다.
- 1396년(조선 태조 5년): 감무를 두었다.
- 1413년(조선 태종 13년): 현감을 두고, 강원도에서 경기도로 이속하였다.
- 1707년(숙종 33년): 군으로 복구하였다.
- 1888년: 경기도에서 강원도로 이속되었다.
- 1895년 6월 23일(음력 윤5월 1일) : 한성부 가평군[3]
- 1895년 9월 7일(음력 7월 19일) : 가평군을 폐지하여 포천군에 병합[4]
- 1896년 8월 4일: 경기도 가평군 복설[5]
- 1914년 4월 1일: 내서면을 군내면에 합치고, 상북면·하북면을 북면으로 합면하였다.[6] (6면)

| 조선총독부령 제111호  |             |                                                                                |
| 구 행정구역           | 신 행정구역 | 신 행정구역                                                                    |
| 가평군 군내면(郡內面) | 군내면      | 개곡리, 경반리, 달전리, 대곡리, 마장리, 승안리, 읍내리                         |
| 가평군 내서면(內西面) | 군내면      | 두밀리, 상색리, 하색리                                                         |
| 가평군 외서면(外西面) | 외서면      | 대성리, 상천리, 내방리, 외방리, 입석리, 청평리, 하천리                         |
| 가평군 상북면(上北面) | 북면        | 도대리, 백둔리, 적목리, 제령리                                                 |
| 가평군 하북면(下北面) | 북면        | 소법리, 목동리, 이곡리, 화악리                                                 |
| 가평군 남면(南面)     | 남면        | 고성리, 금대리, 산유리, 복장리, 이화리, 호명리                                 |
| 가평군 상면(上面)     | 상면        | 덕현리, 봉수리, 상동리, 연하리, 원흥리, 율길리, 임초리, 태봉리, 항사리, 행현리 |
| 가평군 하면(下面)     | 하면        | 대보리, 마일리, 상판리, 신상리, 신하리, 운악리, 현리                           |
- 1938년 1월 1일 : 군내면을 가평면으로 개칭하였다.[7]
- 1942년 10월 1일 : 양평군 설악면을 편입하고, 남면을 분할해 가평면, 외서면에 각각 편입시켜 폐지하였다.[8] (6면)

| 조선총독부령 제242호                |             |
| 구 행정구역                         | 신 행정구역 |
| 남면 이화리, 산유리, 금대리, 복장리 | 가평면 일부 |
| 남면 고성리, 호명리                 | 외서면 일부 |
| 양평군 설악면                       | 설악면 일원 |
- 1945년 9월 2일 : 미국과 소련이 38선을 경계로 한반도를 분할 점령함으로써 가평군의 대부분 지역이 미 군정의 관할이 되었다. (6면)
  - 11월 : 소련군정이 38선 이북 지역(북면 적목리의 북부)을 춘천군 사내면(현 화천군 사내면)과 함께 강원도 김화군에 편입시켰다.[9]
- 1954년 11월 17일 : 수복지구에 대한 행정권이 회복되었다.[10] (6면)
- 1963년 1월 1일 : 외서면 일부를 양주군 수동면으로 이관하였다.[11]

| 법률 제1175호                        |                    |
| 구 행정구역                          | 신 행정구역        |
| 가평군 외서면 입석리, 외방리, 내방리 | 양주군 수동면 일부 |
- 1973년 7월 1일 : 가평면이 가평읍으로 승격하였고, 양평군 서종면 삼회리를 외서면에, 같은 면의 노문리 일부를 설악면에 각각 편입하였다.[12] (1읍 5면)
- 2004년 12월 1일 : 외서면을 청평면으로 개칭하였다.[13]
- 2015년 12월 16일 : 하면을 조종면으로 개칭하고, 같은 면의 하판리(下板里)를 운악리(雲岳里)로 개칭하였다.[14]

## 지리
가평군은 경기도의 동북부에 있으며 전체 면적의 81%가 산지이며 군내를 광주산맥이 달리고 있는데, 매우 삭박(削剝)되어 산맥으로 인정하기 어려울 정도로 되었지만 고도는 아직도 1,000m 이상을 유지하므로 지형이 전체적으로 높다. 광주산맥의 최고봉인 화악산이 진산이 되어 촛대봉, 매봉, 국망봉, 강씨봉, 명지산, 수덕산, 계관산을 거느리며, 해발 700~800m의 크고 작은 봉우리들을 끼고 웅장한 맥을 이루고 있다. 이러한 산들의 계곡을 따라 흐르며 이어지는 가평천과 조종천의 수많은 지류들은 모두 북한강으로 유입되어 흐른다.
남쪽으로는 중미산, 화악산, 장락산이 산맥을 이루어 용문산으로 이어지고, 서쪽으로는 주금산, 축령산 등이 끝없는 산맥을 이어 나간다. 지역의 경계를 보더라도 동쪽으로는 강원특별자치도 춘천시와 홍천군이 맞닿아 있고, 서쪽으로는 포천시, 남쪽으로는 양평군과 남양주시와 경계를 이루어 중부 전선의 요충지이다.

## 지질
가평군의 지질은 거의 화강암과 편마암으로 되어 있다.

## 행정 구역 및 인구
가평군의 행정구역은 1읍 5면으로, 가평군의 인구는 2019년 12월 말 주민등록 기준으로 62,415 명, 30,768 가구이며, 면적은 843.6 km2이다. 인구의 31.5%가 가평읍에, 22.7%가 청평면에 거주하고 있다.
| 읍면   | 한자   | 면적   | 인구   | 세대   | 행정 지도 | 행정 지도 |
| ------ | ------ | ------ | ------ | ------ | --------- | --------- |
| 가평읍 | 加平邑 | 145.0  | 19,632 | 9,228  |           |           |
| 설악면 | 雪岳面 | 141.53 | 9,426  | 4,905  |           |           |
| 청평면 | 淸平面 | 112.3  | 14,161 | 7,264  |           |           |
| 상면   | 上面   | 100.72 | 5,505  | 2,974  |           |           |
| 조종면 | 朝宗面 | 113.08 | 9,718  | 4,161  |           |           |
| 북면   | 北面   | 230.96 | 3,973  | 2,236  |           |           |
| 가평군 | 加平郡 | 843.6  | 62,415 | 30,768 |           |           |

* 인구·세대는 2019년 12월 말 기준

### 인구
2010년 말 기준으로 0~14세 인구는 13.8%, 65세 이상 인구는 18.2%이다. 생산연령층인 15~64세 인구는 68.0%로 전국평균 72.8%보다 비율이 낮고, 유소년인구부양비는 20.3%로 전국 평균인 22.8%보다 낮고, 노년인구부양비는 26.7%로 전국 평균인 14.5%보다 높다. 여자 인구 100명당 남자 인구를 나타내는 성비는 105.9로 남자가 다소 많다. 인구가 가장 많았던 때는 1975년으로, 75,444 명의 인구를 기록하였다.
가평군의 연도별 인구(내국인) 추이
| 연도   | 총인구   |  |
| ------ | -------- |  |
| 1966년 | 74,708명 |  |
| 1970년 | 69,746명 |  |
| 1975년 | 70,072명 |  |
| 1980년 | 62,005명 |  |
| 1985년 | 57,224명 |  |
| 1990년 | 50,942명 |  |
| 1995년 | 49,596명 |  |
| 2000년 | 52,024명 |  |
| 2005년 | 49,059명 |  |
| 2010년 | 50,272명 |  |
| 2015년 | 58,909명 |  |
| 2020년 | 62,262명 |  |

## 산업
경기도 내의 3개 군 중에서 가장 농경지가 적은 군으로서 주민들은 농업의 불리한 조건 때문에 과반수가 자유업을 택하고 있다. 그리하여 행상을 비롯한 상업 방면에 종사하는 사람이 많다. 최근에는 양잠·축산이 성해 가고 있다. 산림은 한국전쟁으로 피폐해져서 용재·신탄의 산출이 많았으나 그 흔적도 쉽게 찾아보기 어렵게 되었고 일부에 밤밭이 남아 있어 옛날의 특산물로 명맥을 잇고 있다. 광산물로는 흑연·구리·형석·남정석·홍주석 등이 있으며, 이 지방을 상징하는 청평수력발전소가 있다. 소규모의 한지·도자기 공장이 있다. 전체 수입의 약 20% 정도가 관광수입이다.

### 지역내 총생산
가평군의 2012년 지역내 총생산은 2조 8,548억원으로 경기도 지역내 총생산의 0.4%를 차지하고 있다. 이중 농림어업(1차산업)은 274억원으로 0.1%의 비중을 차지한다. 광업 및 제조업(2차산업)은 1,391억원으로 5.48%의 비중으로 차지하고 상업 및 서비스업(3차산업)은 2조 4,245억원으로 84.93%의 비중을 차지한다. 3차산업 부문에서는 전기 가스 서비스업(16.6%), 숙박음식업(9.8%)이 큰 비중을 차지하고 있다.

### 산업별 종사자 현황
2014년 가평군 산업의 총종사자 수는 23,646명으로 경기도 총종사자 수의 0.5%를 차지하고 있다. 이중 농림어업(1차산업)은 108명으로 0.5%의 비중을 차지한다. 광업 및 제조업(2차 산업)은 1,805명으로 7.6%의 비중으로 차지하고 상업 및 서비스업(3차 산업)은 21,733명으로 91.9%의 비중을 차지한다. 2차 산업은 경기도 전체의 비중(27.1%)보다 낮고 3차 산업은 경기도 전체 비중(72.9%)보다 높다. 3차 산업 부문에서는 숙박 및 음식업(29.0%), 문화 및 기타서비스업(11.8%)과 도소매업(11.8) 보건, 복지 서비스업(8.1%) 이 큰 비중을 차지하고 있다.

### 상주인구와 주간인구
가평군의 2010년 기준 상주인구는 49,616명이고 주간인구는 53,495명으로 주간인구지수가 108로 낮다. 통근으로 인한 유입인구는 5,614명, 유출인구는 1,741명이고, 통학으로 인한 유입인구는 459명, 유출인구는 453명으로 전체적으로 유입인구가 3,879명 더 많은데, 이는 산업 시설이 많이 이전해온 수도권 외곽지역에서 공통적으로 나타나는 현상이다.

### 농업
총 면적의 대부분을 임야가 차지(84%)하고 있기 때문에 농경지는 협소하다(2.2%). 또 산간지역으로 농업에 불리한 지형조건 때문에 논농사보다는 밭농사 위주(총경지 면적의 62%)의 농업이 발달하였다. 주요 밭작물로는 콩·조·밀 등이 생산된다. 또한 이 지역에서는 잣·밤·호두·사과·포도·배대추·표고버섯·도토리 등의 특산물이 생산되고 있어 농가의 소득원이 되고 있는데, 잣은 전국 생산량의 1／3를 차지할 정도이다.

### 축산업 및 양식업
주로 닭, 돼지, 사슴, 노루, 토끼 등이 사육되고 있다. 청평호를 중심으로 한 축산업이 많으며, 청평 호명리와 설악면의 사통리, 회곡리는 잉어가두리 양식업이 활발하다.

## 문화·관광

### 관광지

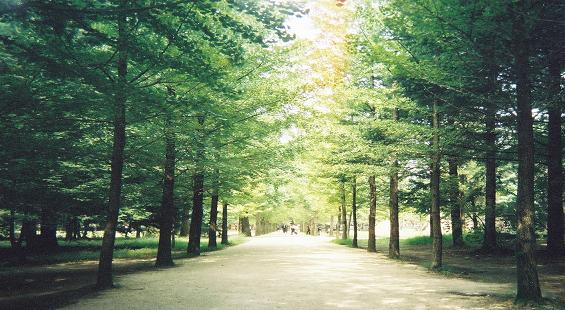
남이섬

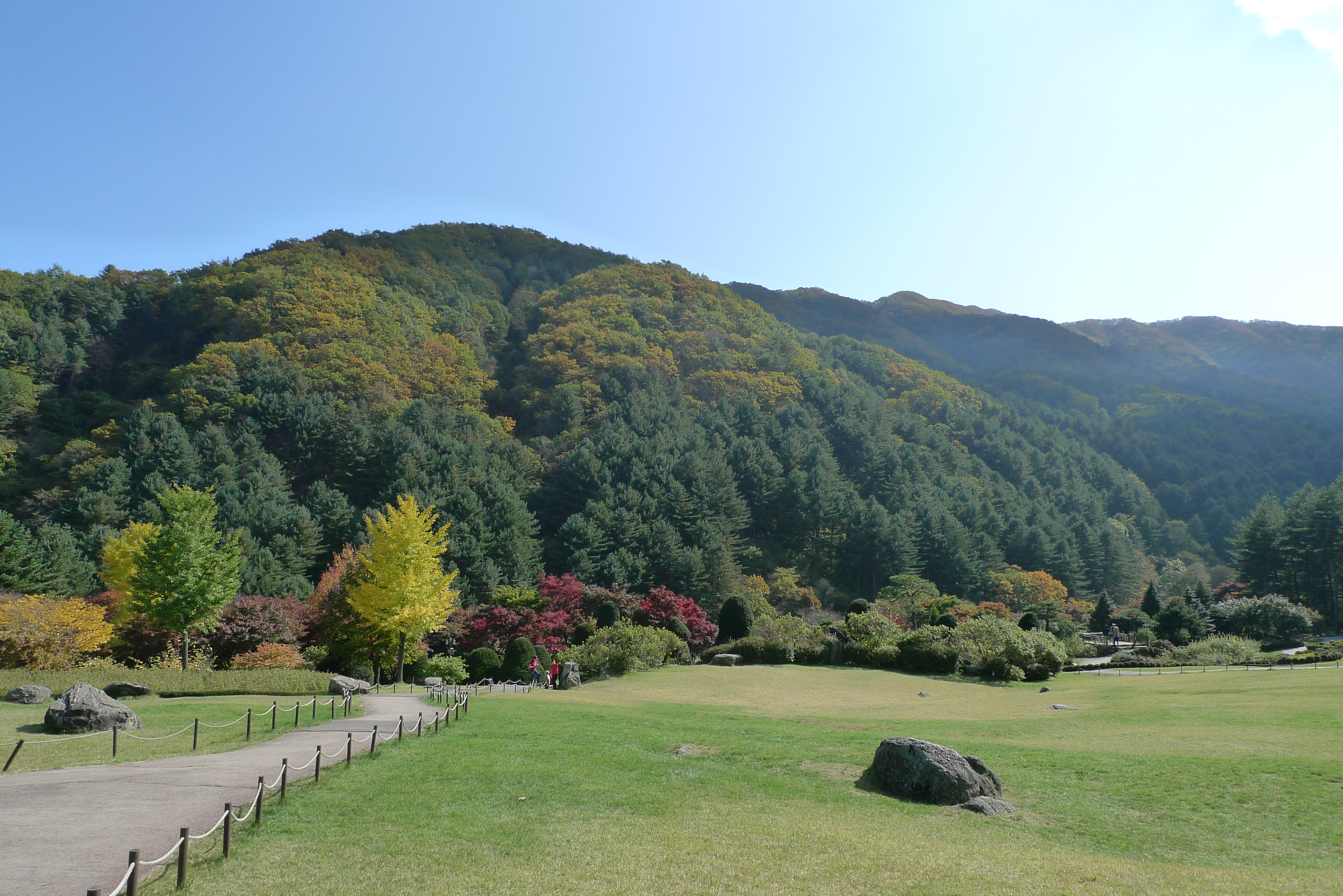
아침고요수목원

군내에는 청평댐을 비롯하여 현등사·농추폭·조종암과 대보단 등이 있으며 서울에서 불과 50 km 떨어진 곳으로 교통이 편리하여 당일코스 관광지로 발전했다. 경인지방에서 관광객들이 많이 찾아온다.
- 아침고요수목원
- 쁘띠프랑스
- 청평댐과 청평호반
- 용추계곡
- 유명산
- 북한강
- 월사집목판
- 현등사
- 명지산
- 도마치계곡
- 연인산
- 자라섬
- 설미재미술관
- 호명호수
- 남송미술관
- 가평펜션

### 축제
매년 10월경에는 가평읍 일대와 자라섬에서 열리는 자라섬 재즈 페스티벌, 5월에는 연인산 축제, 10월에는 북한강 축제, 1월에는 자라섬 씽씽 겨울축제 등 다양한 축제가 열린다.
- 연인산전국산악자전거대회
- 자라섬국제재즈페스티벌

### 종교 시설
- 불교 : 현등사(조계종. 운악리 산163)가 현등사 삼층석탑과 현등사 소장 봉선사종 등의 문화재로 유명하다.
- 기독교계 신흥 종교
  - 통일교 : 청심국제병원을 비롯해 청심국제중·고등학교, 천정궁박물관, 청아캠프 등 통일교의 많은 시설물들이 위치해 있는 통일교의 거점지역이며, 에덴성회의 거점지역이다,

- 개신교: 가평군 지역은 장로회 강세 지역이며, 감리회가 장로회보다 좀 더 강세를 보이는 지역이다.
  - 장로회: 예장통합 소속 가평교회, 달전교회, 열린문교회를 비롯해 예장합동의 청평교회, 신가평교회, 우리교회, 갈보리교회 등의 장로교회가 많이 존재한다.
  - 감리회: 다만, 이 지역의 경우 감리교회가 제일 먼저 설립되다 보니 장로교회보다 감리교회 교세가 좀 더 강하다는 이야기가 있는데 틀린 말은 아니다. 실제로 가평군 개신교 역사의 시초가 되는 가평중앙감리교회, 청평 지역에서 청평교회보다 약간 더 신도 수가 많은 큰 청평감리교회, 대성감리교회, 산유리감리교회, 복장교회, 사랑의교회(감리), 현리중앙교회, 연하제일교회, 목동교회, 덕현교회 등이 존재한다.

## 교통
경춘선(京春線)이 군의 동남부 한강 연안을 따라 통하였으며 경춘국도도 이에 병행하고, 청평에서 조종천을 따라 포천 일동면까지 국도가 건설되어 있다. 북한강의 수운은 강원 홍천까지 이어져 수륙교통은 편리한 편이다. 서울양양고속도로의 개통으로 특히 청평, 설악면의 서울, 춘천 접근이 수월해졌다.

### 도로
- 고속도로 : 서울양양고속도로 (설악 나들목)
- 국도 : 국도 제37호선, 국도 제46호선, 국도 제75호선
- 국가지원지방도 : 국가지원지방도 제86호선, 국가지원지방도 제98호선
- 지방도 : 지방도 제352호선, 지방도 제364호선, 지방도 제368호선, 지방도 제387호선, 지방도 제391호선

### 철도
- 한국철도공사
  - 경춘선 (● 수도권 전철 경춘선)
(남양주시) ← 대성리역 - 청평역 - 상천역 - 가평역 → (강원특별자치도 춘천시)

### 버스
- 농어촌버스 : 가평군의 농어촌버스
- 시외버스 : 가평터미널, 청평터미널, 현리터미널, 설악터미널

## 본청
군수
부군수
- 기획감사담당관
- 자치행정과
- 회계과

경제복지국
- 일자리경제과
- 민원지적과
- 복지정책과
- 행복돌봄과
- 세정과
- 문화체육과
- 관광산업단

미래발전국
- 건설과
- 안전재난과
- 환경과
- 농업정책과
- 산림과
- 도시과
- 교통과
- 허가민원과

## 직속기관 및 사업소

### 직속기관
보건소
농업기술센터
- 기술기획과
- 소득개발과

### 사업소
상수도사업소
하수도사업소
평생교육사업소

## 관공서
- 국민건강보험공단 남양주가평지사 가평출장소
- LX국토정보공사 가평지사
- 국민연금공단 춘천지사 가평센터
- 의정부지방법원 가평군법원, 등기소
- 남양주세무서 가평민원실
- 가평군농협
- 가평축산농협
- 가평군산림조합
- NH농협은행 가평군지부
- 가평신협
- 가평군새마을금고
- 우리은행
- KB국민은행
- 가평소방서
- 가평경찰서

## 교육
- 고등학교

|  | - 가평고등학교 - 설악고등학교 - 조종고등학교 | - 청심국제고등학교 - 청평고등학교 |

- 중학교

|  | - 가평북중학교 - 가평중학교 - 설악중학교 | - 조종중학교 - 청심국제중학교 - 청평중학교 |

- 초등학교

|  | - 가평마장초등학교 - 가평초등학교 - 대성초등학교 - 목동초등학교 - 목동초등학교 명지분교 | - 미원초등학교 - 미원초등학교 위곡분교 - 미원초등학교 장락분교 - 방일초등학교 - 상면초등학교 | - 상색초등학교 - 상천초등학교 - 연하초등학교 - 율길초등학교 - 조종초등학교 - 청평초등학교 |

### 도서관
- 설악도서관
- 조종도서관
- 청평도서관
- 한석봉도서관

## 자매 도시
| 지역 & 국가    | 도시             | 도시                |
| -------------- | ---------------- | ------------------- |
| 대한민국       | 경기도           | 성남시              |
| 대한민국       | 서울특별시       | 강남구              |
| 대한민국       | 서울특별시       | 성북구              |
| 대한민국       | 서울특별시       | 은평구              |
| 미국           | 유타주           | 시더군              |
| 오스트레일리아 | 뉴사우스웨일스주 | 시드니 스트라스필드 |
| 캐나다         | 온타리오주       | 브램턴              |

## 같이 보기
- 청평면
- 청평호
- 대한민국의 지리
- 캐나다전투기념비